# Financiamento climático em Angola
O financiamento climático em Angola consiste na mobilização de recursos financeiros públicos e privados, nacionais e internacionais, para apoiar ações de mitigação e adaptação às mudanças climáticas. Esses recursos são direcionados a setores como agricultura sustentável, energias renováveis, gestão de água e infraestrutura, com o objetivo de reduzir os riscos climáticos e promover o desenvolvimento sustentável.
Em Angola, instituições como o Banco de Desenvolvimento de Angola, o Fundo Soberano, o Banco Africano de Desenvolvimento e diversos parceiros internacionais têm participado do financiamento de projetos climáticos. Esses projetos incluem desde a instalação de fontes de energia limpa até iniciativas para fortalecer a resiliência de comunidades rurais.
O país enfrenta, no entanto, desafios como a limitação de capacidades técnicas, a necessidade de maior transparência na gestão dos recursos e a predominância de empréstimos em relação a doações, o que pode impactar a efetividade do financiamento climático no longo prazo.

## Contexto climático e vulnerabilidades

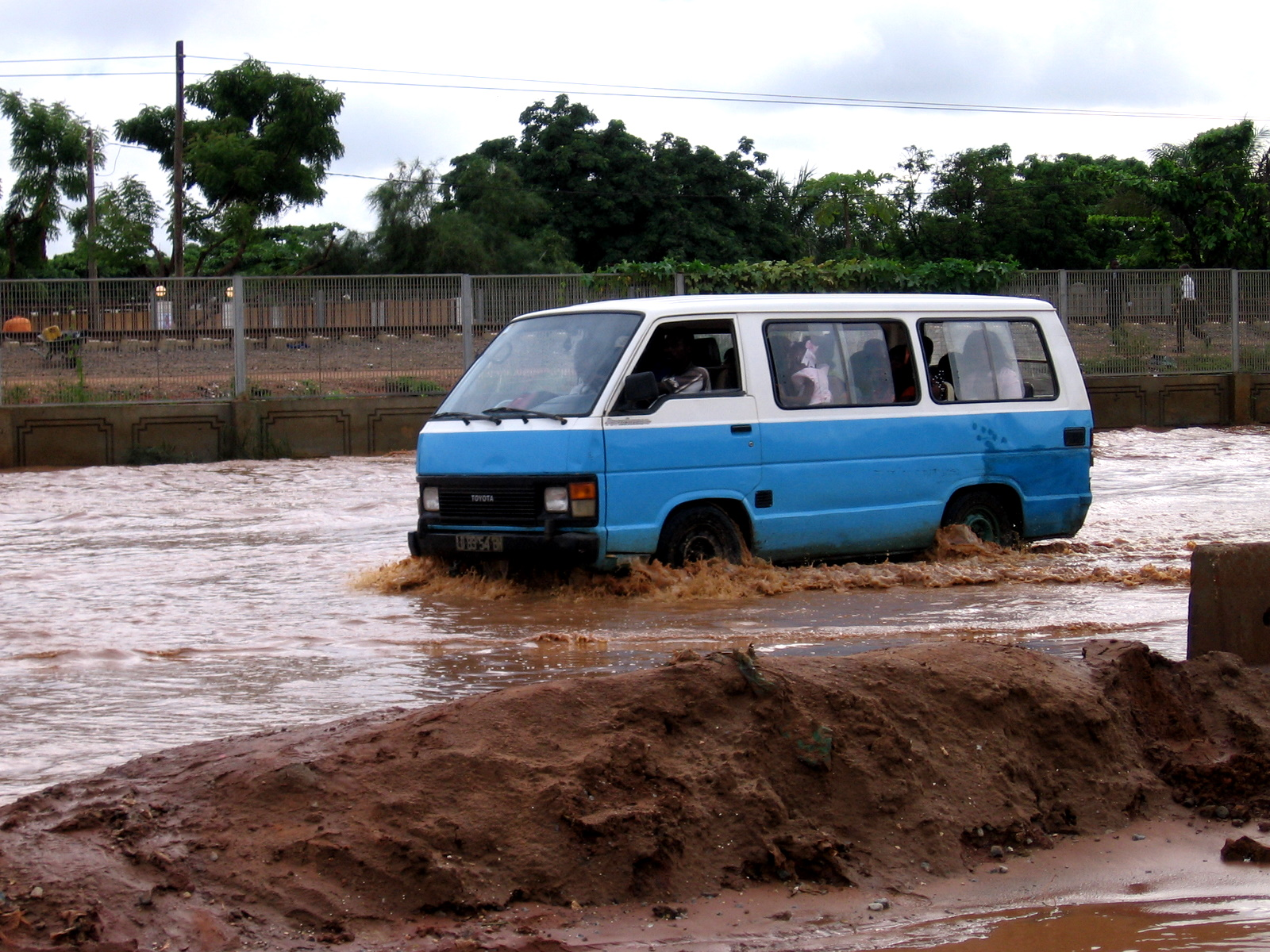
Taxi em Luanda após fortes chuvas, 2008

Angola é um dos países africanos mais expostos a riscos climáticos extremos: segundo o Global Climate Risk Index 2021, o país ocupa a 23ª posição entre 180 nações mais vulneráveis a eventos climáticos severos, como secas, inundações e epidemias. A região sul de Angola, especialmente as províncias de Cunene, Namibe e Huíla, enfrenta secas recorrentes que afetam gravemente a agricultura de subsistência. Durante o período de 2020 a 2021, a precipitação acumulada foi 30% abaixo da média histórica, impactando cerca de 11,1 milhões de pessoas — aproximadamente 37% da população angolana. Essas condições adversas resultaram em duas temporadas agrícolas consecutivas com colheitas ruins, contribuindo para o aumento da insegurança alimentar em 2021.
Além das secas, Angola também sofre com inundações sazonais, especialmente nas regiões norte e central. Esses eventos danificam infraestruturas, deslocam populações e agravam a erosão do solo, comprometendo a produtividade agrícola e a qualidade da água. A combinação de secas severas e degradação ambiental tem forçado comunidades rurais a migrar para áreas urbanas em busca de melhores condições de vida. Essa migração interna aumenta a pressão sobre os serviços urbanos, como habitação, saneamento e saúde, especialmente em cidades como Luanda.

### Fatores que agravam a vulnerabilidade
A economia rural angolana é fortemente dependente da agricultura de subsistência, que é altamente sensível às variações climáticas. A falta de infraestrutura de irrigação e tecnologias agrícolas modernas limita a capacidade de adaptação dos agricultores às mudanças no clima.
Muitas áreas do país carecem de infraestrutura adequada para lidar com eventos climáticos extremos —  estradas, pontes e sistemas de abastecimento de água e energia são frequentemente danificados por inundações e tempestades, dificultando a resposta a desastres e a recuperação económica.
Embora Angola tenha desenvolvido o Programa de Ação Nacional de Adaptação (NAPA) em 2011, a implementação de políticas eficazes de adaptação ainda enfrenta desafios. A falta de recursos financeiros, técnicos e humanos limita a capacidade do país de planejar e executar estratégias de resiliência climática.

## Financiamento público

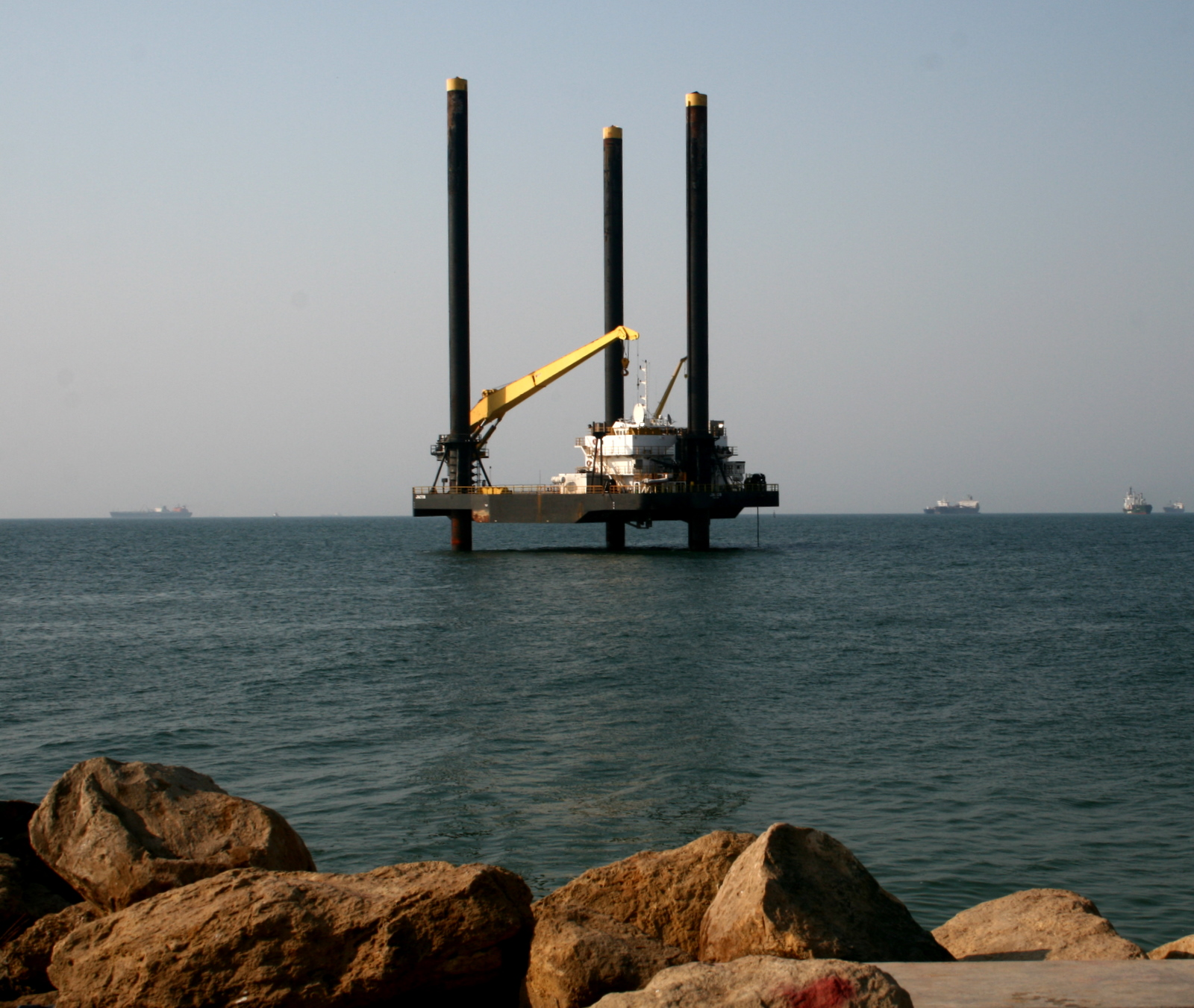
Plataforma de petróleo em Luanda

O Banco de Desenvolvimento de Angola (BDA) é a principal instituição pública voltada para o financiamento de projetos de desenvolvimento estratégico de longo prazo no país. Ele administra o Fundo Nacional de Desenvolvimento (FND), que é financiado por uma porcentagem das receitas fiscais provenientes das indústrias de petróleo (5%) e diamantes (2%). Esses recursos são direcionados para projetos que promovem o crescimento econômico sustentável e podem incluir iniciativas relacionadas à resiliência climática.
Estabelecido em 2012, o Fundo Soberano de Angola (FSDEA) é o fundo soberano do país, criado para promover o desenvolvimento social e econômico de Angola com um capital líquido de 5 bilhões de dólares das receitas da exportação de petróleo. O fundo investe em setores como agricultura, infraestrutura e energia, que são essenciais para a adaptação às mudanças climáticas. O FSDEA tem participado de fóruns internacionais, como o Fórum Brasil África 2024, discutindo investimentos sustentáveis e em infraestrutura.

## Financiamento privado
O Grupo Innovo, uma empresa britânica especializada em infraestrutura sustentável, está liderando um projeto significativo na província de Benguela, Angola, com o apoio da UK Export Finance (UKEF). Este projeto, avaliado em 415 milhões de euros, visa fortalecer a resiliência climática da região por meio de melhorias em infraestrutura crítica que abrangem o fornecimento de água potável, sistemas de drenagem pluvial, saneamento, reabilitação de estradas, iluminação pública e infraestrutura comercial. Mais de 140 milhões de libras serão gastos em exportações britânicas como parte do acordo; ou seja, emprestam dinheiro para a compra dos próprios produtos — prática conhecida como tied aid, em que o financiamento oficial obriga o país receptor a adquirir bens e serviços do país doador.
O Fundo Regional de Financiamento de Infraestrutura de Transmissão (RTIFF), gerido pela Climate Fund Managers (CFM), é uma iniciativa de US$ 1,3 bilhão lançada em março de 2024 pelo Southern African Power Pool (SAPP) e pela Comunidade de Desenvolvimento da África Austral (SADC). O objetivo do RTIFF é financiar projetos de infraestrutura de transmissão de energia de alta tensão, promovendo a integração energética regional e facilitando a adoção de fontes renováveis. Angola está entre os países beneficiados por essa iniciativa, com destaque para o projeto de interconexão Angola-Namíbia, estimado em US$ 356 milhões. Esse projeto visa conectar Angola à rede eléctrica regional, melhorando a confiabilidade do fornecimento de energia e facilitando o comércio de eletricidade entre os países membros do SAPP.
O Fundo de Investimento Privado Angola (FIPA), gerido pela Angola Capital Partners (ACP), é uma iniciativa pioneira de private equity em Angola, focada no apoio a pequenas e médias empresas (PMEs) em setores estratégicos para o desenvolvimento sustentável do país. A Angola Capital Partners é uma empreendimento conjunto entre o Banco Angolano de Investimentos (BAI) e o Fundo Norueguês de Investimento para Países em Desenvolvimento (Norfund), cada um detendo 47,5% das ações, com os 5% restantes pertencentes à equipe de gestão.

## Cooperação internacional e financiamento externo
A Agência Francesa de Desenvolvimento (AFD) cofinancia com o Banco Internacional para Reconstrução e Desenvolvimento (BIRD) o Projeto de Resiliência Climática e Segurança Hídrica em Angola (RECLIMA) com, respectivamente, empréstimos equivalentes a US$ 150 milhões e US$ 300 milhões. Este projeto visa melhorar o abastecimento de água e fortalecer a gestão de recursos hídricos para aumentar a resiliência climática em áreas selecionadas do país.
O governo alemão, por meio de instituições financeiras como o Commerzbank e o UniCredit, concedeu um empréstimo de cerca de US$ 1 bilhão ao governo de Angola para financiar a aquisição e instalação de turbinas e equipamentos elétricos no Projeto Hidrelétrico de Caculo Cabaça. A empresa alemã Voith Hydro foi contratada para fornecer quatro turbinas Francis de 530 MW cada e uma adicional de 52 MW, contribuindo significativamente para a capacidade de geração de energia renovável do país.

## Principais setores beneficiados
O financiamento climático em Angola tem sido direccionado a diversos sectores estratégicos, visando promover a resiliência ambiental, a segurança alimentar e a diversificação económica.

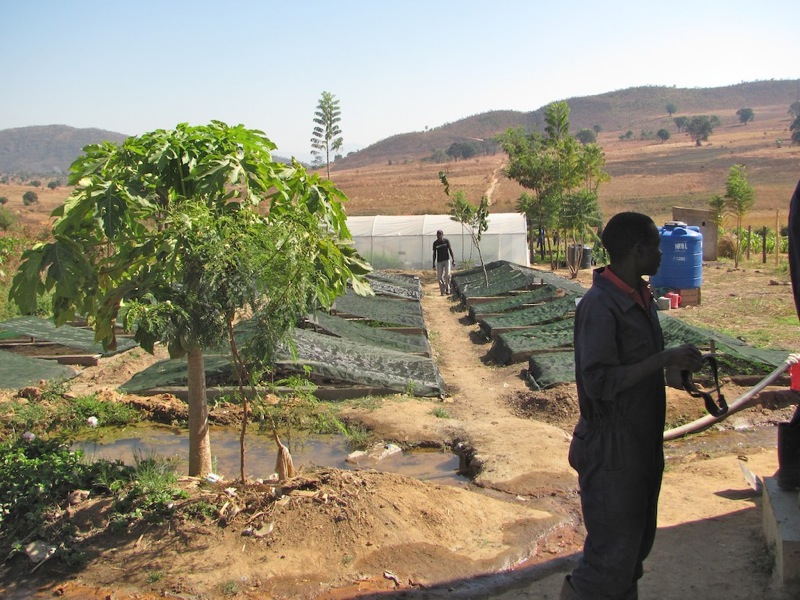
Mudas de árvores cítricas em Huambo

### Agricultura e Segurança Alimentar
A agricultura angolana é predominantemente de subsistência, com mais de 80% dos produtores envolvidos nesse modelo. A produção é limitada por falta de acesso a financiamento, insumos agrícolas e tecnologias modernas. Além disso, o país depende significativamente da importação de alimentos, como carne de frango, cuja produção local é insuficiente para atender à demanda.
O Banco Africano de Desenvolvimento (BAD) aprovou, em dezembro de 2023, um empréstimo de 105,19 milhões de dólares para que Angola possa implementar o Programa de Reforma do Setor Agrícola (PRSA). O programa visa fortalecer a política agrícola e o ambiente empresarial para melhorar a produção alimentar e contribuir para a diversificação econômica. Especificamente, busca tornar as pequenas explorações agrícolas mais produtivas e integrá-las na economia geral, melhorando o quadro político e regulatório para apoiar o funcionamento dos mercados de insumos e produtos agrícolas. Além disso, o programa apoiará a criação de um quadro institucional para implementar políticas nacionais de mecanização agrícola e de irrigação, o plano de gestão das águas agrícolas e a lei dos fertilizantes.
O Smallholder Resilience Enhancement Project (SREP) é uma iniciativa multilateral destinada a fortalecer a resiliência climática de pequenos agricultores em Angola, com foco particular em mulheres e jovens vulneráveis. O projeto abrange sete províncias — Bengo, Zaire, Uíge e Cuanza Norte no norte, e Benguela, Cunene e Namibe no sul — e visa beneficiar aproximadamente 218.000 famílias rurais, equivalentes a mais de um milhão de pessoas. O investimento total é de US$ 150 milhões, com financiamento do Fundo Internacional de Desenvolvimento Agrícola (FIDA), Agência Francesa de Desenvolvimento (AFD) e Banco Árabe para o Desenvolvimento Econômico da África (BADEA), além de contribuições do governo angolano e dos próprios beneficiários. O projeto promove práticas agrícolas sustentáveis, como o uso de variedades de culturas resistentes à seca, adaptação de calendários de cultivo e captação de água da chuva. Além disso, investe em irrigação de pequena escala, acesso à água e práticas agrícolas resilientes ao clima. O SREP também visa fortalecer a capacidade do setor privado nacional para melhorar a prestação de serviços de assessoria e informações climáticas adaptadas às necessidades dos agricultores familiares.

### Energia e Transição Energética

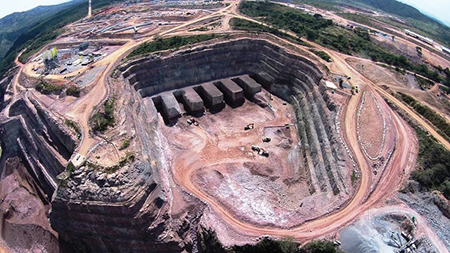
Central Hidroelétrica de Laúca

Angola tem investido significativamente na expansão de sua capacidade energética, com foco na diversificação da matriz e no aumento do acesso à energia limpa. 
A Central Hidroelétrica de Laúca, localizada no rio Cuanza, é um exemplo notável, com capacidade instalada de 2.070 megawatts, representando cerca de 40% da demanda energética nacional. A construção da barragem, iniciada em 2012 e concluída em 2017, envolveu um investimento de aproximadamente 4,3 bilhões de dólares. Inicialmente, o projeto recebeu apoio financeiro do Banco Nacional de Desenvolvimento Econômico e Social (BNDES) do Brasil, e tinha como construtora o grupo Odebrecht. No entanto, esse financiamento foi interrompido em 2015 devido à crise política e econômica no Brasil. Posteriormente, o governo angolano buscou outras fontes de financiamento, incluindo empréstimos do Deutsche Bank e do Banco de Desenvolvimento da África Austral (DBSA). Além disso, o projeto contou com empréstimos do Standard Chartered Bank e da Gemcorp Capital, totalizando aproximadamente US$ 396 milhões. Para a infraestrutura de transmissão associada à usina, o Banco de Desenvolvimento da China (BDC) concedeu um empréstimo de US$ 340 milhões para a construção de uma linha de transmissão de 400 km entre Laúca e Huambo.  Além disso, o governo de Angola emitiu títulos do tesouro no valor de US$ 400 milhões para complementar o financiamento necessário para a construção da barragem.
Além disso, Angola tem avançado em projetos de energia solar para atender áreas rurais. Um exemplo é a Usina Fotovoltaica de Caraculo, na província do Namibe, com capacidade planejada de 50 megawatts e investimento de US$ 42 milhões. A primeira fase, de 25 megawatts, entrou em operação em maio de 2023.  Adicionalmente, o país garantiu financiamento de US$ 1,44 bilhão para construir 48 sistemas fotovoltaicos híbridos em cinco províncias, beneficiando cerca de um milhão de pessoas com capacidade combinada de 296 megawatts.

### Infraestrutura e Desenvolvimento Urbano
Angola enfrenta desafios significativos em infraestrutura urbana, especialmente nas áreas de saneamento básico e gestão de resíduos, agravados pelas mudanças climáticas e pelo rápido crescimento urbano. Para enfrentar essas questões, o país tem implementado projetos estratégicos com apoio internacional.
O Projeto de Saneamento Inclusivo para Cidades Costeiras visa melhorar o acesso a serviços de saneamento resilientes ao clima em Benguela, Baía Farta, Catumbela e Lobito, beneficiando cerca de 1,4 milhão de pessoas. O financiamento total de US$ 124,4 milhões é composto por um empréstimo de US$ 75 milhões do Banco Africano de Desenvolvimento e US$ 49,4 milhões do Fundo África Crescendo Juntos, patrocinado pela China.
Outro projeto relevante é o Projeto de Apoio Institucional e Sustentabilidade dos Serviços de Abastecimento de Água e Saneamento Urbano, que visa melhorar a governança do setor e ampliar o acesso aos serviços nas províncias de Bengo, Cunene, Cuanza Sul, Namibe, Lunda Norte, Lunda Sul e Cabinda. Com um investimento total de 154,7 milhões de dólares, dos quais123,7 milhões financiados pelo Banco Africano de Desenvolvimento, o projeto busca beneficiar diretamente 2,3 milhões de habitantes.

## Impactos e resultados
O financiamento climático em Angola tem simultaneamente: ampliado redes de proteção social, sobretudo via o Programa Kwenda, reduzindo a pobreza rural e promovendo segurança alimentar; acelerado a transição para energias renováveis, com grandes usinas solares e concessões de mini-redes que já beneficiam centenas de milhares de residências; e fomentado projectos comunitários de adaptação e gestão sustentável de recursos, especialmente em áreas mais vulneráveis ao clima.

### Transição Energética e Expansão das Renováveis
Angola tem investido significativamente na expansão de sua matriz energética por meio de fontes renováveis. A Central Solar de Biópio, com capacidade de 188,8 MW, foi inaugurada em julho de 2022 na província de Benguela. A usina foi construída pelo consórcio formado pela empresa norte-americana Sun Africa LLC e pela construtora portuguesa MCA (M. Couto Alves, S.A.). O projecto envolveu um investimento de 256 milhões de euros e ocupa uma área de 436 hectares, onde foram instalados 509.040 painéis solares. A energia gerada pela Central do Biópio é transmitida por uma linha eléctrica de 220 kV, com extensão de 1.575 metros, conectando a central à subestação existente na região e, posteriormente, ao sistema eléctrico nacional interligado. Essa integração permite que a electricidade produzida atenda a até 500 mil lares angolanos, beneficiando mais de um milhão de consumidores, especialmente em áreas rurais.
Outros exemplos importantes de centrais de energia renovável já concluídos são a Central Hidroelétrica de Laúca e a Central Fotovoltaica de Caraculo.
Além disso, durante a COP28, realizada em 2023, Angola apresentou sua Estratégia Nacional de Ação Climática (2022-2035), que inclui planos para a construção de centrais fotovoltaicas com capacidade anual estimada entre 125 a 200 MWp. Esses projetos visam reduzir as emissões de dióxido de carbono e fortalecer a resiliência energética do país.

### Resiliência Climática e Sustentabilidade Local
O Programa Kwenda, lançado em 2020, é o primeiro sistema de transferência de renda em Angola. Até novembro de 2024, mais de 1 milhão de famílias em 94 municípios já haviam recebido pagamentos regulares, ajudando-as a comprar alimentos, investir em produção agrícola e garantir documentos de identificação para crianças. Em maio de 2023, o programa já atendia 610.382 famílias em situação de extrema vulnerabilidade, proporcionando estabilidade de renda e maior autonomia financeira, principalmente entre mulheres, que representam cerca de 70% dos beneficiários.
O financiamento climático também tem sido direcionado para projetos comunitários que promovem a sustentabilidade local e a adaptação às mudanças climáticas. Em abril de 2024, o governo angolano, em colaboração com as Nações Unidas, realizou o Diálogo Nacional sobre Financiamento para o Clima, com o objectivo de desenvolver abordagens inclusivas para o financiamento de iniciativas climáticas. A Ministra do Ambiente, Ana Paula de Carvalho, destacou a importância da Estratégia Nacional para as Alterações Climáticas como um quadro estratégico para a acção climática, enfatizando a necessidade de cooperação entre os diversos setores para implementar projetos que beneficiem as comunidades mais vulneráveis.

## Críticas e controvérsias
Uma das principais críticas refere-se à predominância de empréstimos, em vez de doações, no financiamento climático destinado a países em desenvolvimento, incluindo Angola. A Oxfam revelou que, em 2022, cerca de 70% dos 92 bilhões de dólares classificados como financiamento público foram concedidos na forma de empréstimos, muitos com taxas de juro. Isso aumenta o endividamento dos países mais vulneráveis, dificultando sua capacidade de investir em ações efetivas de mitigação e adaptação às mudanças climáticas.
Outra preocupação é a transparência na gestão dos fundos climáticos e a execução dos projetos. Críticos destacam que os processos de tomada de decisão muitas vezes não são claros, o que dificulta o acompanhamento público e compromete a responsabilização dos envolvidos. Além disso, as comunidades locais frequentemente são ignoradas nesses processos, recebendo pouca ou nenhuma participação nas decisões e, consequentemente, poucos benefícios concretos das iniciativas implementadas. O presidente do Banco Africano de Desenvolvimento, Akinwumi Adesina, tem enfatizado a necessidade de maior transparência em empréstimos indexados a recursos naturais, crítica que afeta todo o continente, inclusive Angola.
Durante a COP29, organizações como a Greenpeace enfatizaram a necessidade de um financiamento climático justo e equitativo que responda às necessidades da África. A ONG destacou que o financiamento não deve ser investido em "distrações perigosas" que são caras e especulativas, mas sim direcionado para iniciativas autênticas relacionadas com o clima que ajudem os países a se adaptarem aos danos climáticos e a se afastarem dos combustíveis fósseis.

## Perspectivas futuras
Angola organizou em 2017 a sua Estratégia Nacional de Ação Climática (ENAC) 2018–2030, que define dois objetivos centrais: otimizar instrumentos financeiros internos e aumentar a capacidade de absorção de recursos externos. Em janeiro de 2025, o Programa das Nações Unidas para o Desenvolvimento (PNUD) publicou um Roteiro de Ação para Angola que recomenda a criação de um Fundo Climático Nacional e incentiva a emissão de títulos verdes para engajar o sector privado, numa lógica de diversificação das fontes de financiamento. Além disso, o Quadro de Financiamento Nacional Integrado (INFF) apontou, em 2024, a necessidade de fortalecer órgãos reguladores e aprimorar sistemas de monitoração para assegurar o fluxo contínuo e transparente de recursos.
Relatórios da Climate Policy Initiative apontam que o setor privado africano ainda responde por menos de 30% dos fluxos de financiamento climático, mas identificam potencial para crescimento acelerado em Angola, devido ao desenvolvimento de mecanismos de garantia de crédito e de instrumentos de securitização de recebíveis verdes.